# Caddo Valley
Caddo Valley – miasto w Stanach Zjednoczonych, w stanie Arkansas, w hrabstwie Clark.